# フジワラヨウコウ
フジワラ ヨウコウ（1965年 - ）は日本のイラストレーター、挿絵画家。広島県福山市出身。京都市在住。

## 略歴
- 1991年、京都工芸繊維大学大学院修了。
- 1995年、「藤原ヨウコウ」名義でデビュー。デビュー作は『時のかたみ』ジューン・トムソン（著）、藤村裕美（訳）（創元推理文庫・東京創元社）
- 2004年、名義を「森山由海」に改名。
- 2007年、「ヨウコウ」ブランド復活に際し、「フジワラヨウコウ」を名義に加える。
- 2008年、「藤原ヨウコウ」名義が復活。

- 現在は「フジワラヨウコウ」と「森山由海」の「藤原ヨウコウ」の名義を使用。

本人が「装幀挿絵画家」と名乗っているように、活動の範囲はもっぱら出版物に限られている。だが挿絵という分野の中では様々な実験的な試みを行っており、特に文章と絵の世界を融合させるビジュアル・ノベルの作品には積極的に取り組んでいる。もっとも代表的な例は毎月異なった作家を迎える「ことのはの海カタシロノ庭」（SFマガジン2002年1月号〜2003年12月号、全21話、早川書房）。2008年4月現在でも「Comickers」（美術出版社）で作家・森奈津子とのコラボレーション連載。また徳間書店では「問題小説」「SF JAPAN」の二誌にまたがり「イラスト先行企画」という形で連載中。

## 主な作品
- 『最後から二番目の真実』フィリップ・K・ディック（著） 佐藤龍雄（訳）（創元SF文庫・東京創元社）
- 『落下する緑 永見緋太郎の事件簿』田中啓文（著）（創元クライム・クラブ・東京創元社）
- 『ネフィリム—超吸血幻想譚』『忌憶』『脳髄工場』『ΑΩ（アルファ・オメガ）—超空想科学怪奇譚』小林泰三（著）（角川ホラー文庫・角川書店）
- 『時間のかかる彫刻』シオドア・スタージョン（著）、大村美根子（訳）（創元SF文庫・東京創元社）
- 『汝らその総ての悪を』倉阪鬼一郎（著）（河出書房新社）
- 『信玄忍法帖』『外道忍法帖』『忍者月影抄』山田風太郎（著）（河出文庫・河出書房新社）
- 『夜鳥』モーリス・ルヴェル（英語版）（著）、田中早苗（訳）（創元推理文庫・東京創元社）
- 『傀儡后』牧野修（著）（ハヤカワSFシリーズ Jコレクション・早川書房）
- 『三人のゴーストハンター—国枝特殊警備ファイル 』我孫子武丸（著）、田中啓文（著）、牧野修（著）（集英社）
- 『髏路裏のアリス』井上佳子著（SFマガジン・早川書房）
- 『ことのはの海 カタシロノ庭』（SFマガジン・早川書房）
- 『ユミル』（月刊少年マガジンGREAT・講談社）
- 『妖怪変化 京極堂トリビュート』（講談社ノベルス・講談社）
- 『ベルゼブブ』 田中啓文著　（角川ホラー文庫・角川書店）
- 『異形コレクションXXXⅡ　魔地図』 （光文社文庫・光文社） - 森山由海名義
- 『異形コレクションXLI　京都宵』 （光文社文庫・光文社）
- 『贓物大展覧会』小林泰三 (角川ホラー文庫・角川書店）
- 『ミカイールの階梯』(上・下）仁木稔 (ハヤカワJコレクション・早川書房）
- 『逆想コンチェルト』(奏の１・奏の２）(徳間書店）

他多数。

## 個展・その他
- 2001年、大阪府立現代美術センターにて初の個展『髏路裏のアリス展』を開催。
- 2004年、ミュゼオピクトリコにて「最初で最後のプライベートワークス展」と称し、倉阪鬼一郎とのコラボレーション展『A:H』を開催。
- 2008年、珈琲舎・書肆アラビク／Luftアラビクにて『「Other Aspects 挿絵で聴くジャズ・ミステリー」フジワラヨウコウ／森山由海 個展』を開催
- 2009年、初の画集『THESE for 21st century's ALICE』をオンデマンドで発売中。